# Даценко, Иван Дмитриевич
Ива́н Дми́триевич Даце́нко (4 (16) января 1867 — 15 декабря 1918) — русский офицер, генерал-майор (1917), герой Первой мировой войны, Георгиевский кавалер.

## Биография
Родился в Ярославской губернии, в семье военнослужащего — обер-офицера, дослужившегося до дворянского звания. Православного вероисповедания.
Общее образование получил в Ярославле, в военной прогимназии (с 1895 года — Ярославский кадетский корпус).
Родные младшие братья, ставшие офицерами, — Дмитрий Даценко и Владимир Даценко.

### Служба в русской армии
В августе 1883 года Иван Даценко был принят на военную службу вольноопределяющимся 2-го разряда, направлен на учёбу в Киевское пехотное юнкерское училище, полный курс которого окончил в августе 1885 года по 2-му разряду и в звании подпрапорщика назначен на службу в 36-й пехотный резервный (кадровый) батальон, расквартированный в Ивангородской крепости (Царство Польское); в октябре 1886 года произведен в офицерский чин подпоручика. В 1889 году батальон, в котором служил подпоручик Даценко, был переформирован и переименован во 2-й пехотный Ивангородский крепостной батальон, затем в 1894 году — во 2-й пехотный Ивангородский крепостной полк.
За выслугу лет в сентябре 1891 года Даценко был произведен в поручики, затем, в октябре 1900 года, — в штабс-капитаны и в мае 1903 года — в капитаны.
Служил младшим офицером, 6,5 лет командовал ротой. Окончил курс Офицерской стрелковой школы с оценкой успешно.
В начале 1910 года 2-й пехотный Ивангородский крепостной полк был упразднён, капитан Даценко в феврале того же года был произведен, на вакансию, в подполковники, с переводом в 71-й пехотный Белёвский полк, расквартированный в Ново-Александрии, Люблинской губернии. Был наблюдающим за полковыми командами (разведчиков, для связи, пулемётной), в ноябре 1912 года назначен командиром 1-го батальона.
До 1914 года в военных кампаниях не участвовал. Был женат на уроженке Люблинской губернии православного вероисповедания. Супруги имели 7 детей — 6 сыновей (1893, 1895, 1901, 1902, 1908, 1909 годов рождения) и дочь (1904 года рождения).

#### Первая мировая война
Участник Первой мировой войны. На фронт выступил в июле 1914 года в составе своего 71-го пехотного Белёвского полка, во главе 1-го батальона. Командуя батальоном, отличился в бою 19 октября 1914 года. 16.12.1914 был контужен (остался в строю).
В марте 1915 года за отличия в делах против неприятеля был произведен в полковники, с назначением командиром 179-го пехотного Усть-Двинского полка.
В мае 1917 года был назначен командующим бригадой 20-й Сибирской стрелковой дивизии. 
В июле 1917 года произведен в генерал-майоры.
В конце 1917 года — командующий 113-й пехотной дивизией.

### Служба в украинской армии
В 1918 году, после Октябрьской революции в Петрограде и подписания Брестского мира, служил в армии Украинской державы: с 08.06.1918 — командир 13-й пехотной дивизии, с 02.07.1918 — помощник начальника, затем начальник, 9-й пехотной дивизии.
В ноябре-декабре 1918 года, в период антигетманского восстания, оставаясь верным гетману Скоропадскому, возглавил войска Украинской державы, противодействующие повстанцам-петлюровцам.
15 декабря 1918 года был убит повстанцами на станции Дарница (ныне — в черте Киева).

## Награды
- Медаль «В память царствования императора Александра III» (1896)
- Орден Святого Станислава 3-й степени (ВП от 19.07.1898)
- Орден Святой Анны 3-й степени (ВП от 21.05.1906)
- Орден Святого Станислава 2-й степени (17.11.1909; ВП от 31.12.1909)
- Медаль «В память 300-летия царствования дома Романовых» (1913)
- Орден Святого Георгия 4-й степени (утв. ВП от 03.02.1915), — …за то, что в ночь с 23 на 24 августа1914 года, занимая вверенным ему батальоном взятую с боя днем дер. Гранды и будучи окружен в непроницаемой тьме со всех сторон противником, атаковавшим батальон, собрав около себя нижних чинов батальона и два пулемета, и, являя собою пример непоколебимого мужества и воинской доблести, руководил лично отбитием атак до самого утра, а с рассветом открыл по неприятелю сильный огонь, заставившей последнего разбежаться по лесу, что дало возможность нашим соседним частям вновь занять прежние позиции, а затем заставить противника отступить.[14]
- Орден Святой Анны 2-й степени с мечами (ВП от 27.03.1915)
- Орден Святого Владимира 4-й степени с мечами и бантом (ВП от 03.08.1915)
- Орден Святого Владимира 3-й степени с мечами (ВП от 11.12.1915)
- Высочайшее благоволение (ВП от 12.05.1916), — за отличия в делах против неприятеля
- Георгиевское оружие (утв. ВП от 07.11.1916), — …за то, что  в бою 19-го октября 1914 года у д. Меченица, командуя батальоном 71-го пехотного Белевского полка, будучи выслан для поддержки левого фланга 18-й пехотной дивизии, охваченного с тыла противником, чтобы спасти положение, вывел свой батальон на высоты севернее д. Меченица, где, заметив передвижение резервов противника, быстро развернул свой батальон и, несмотря на сильный  ружейный и пулеметный огонь противника, лично двинул свой батальон в атаку, прорвал обходящие части противника и обратил их в бегство. Этой стремительной атакой было взято с боя 4 пулемета и много пленных; 20-го октября он при атаке укрепленной позиции неприятеля со своим батальоном выбил противника из окопов и, преследуя его, захватил 9 орудий и около 700 пленных.[15]